# نوكور
نوكور هي شركة إمريكية لإنتاج الصلب والمنتجات ذات الصلة ومقرها في تشارلوت.

## نبذة
هي أكبر منتج للصلب في الولايات المتحدة، وهي أكبر صانع للصلب «طاحونة صغيرة» (أي أنها تستخدم أفران القوس الكهربائي لصهر خردة الفولاذ بدلاً من أفران الصهر لصهر الحديد). نوكور هي أكبر شركة لإعادة التدوير في أمريكا الشمالية. قامت بإعادة تدوير 16.9 مليون طن من الخردة في عام 2015.